# Asplenium castaneum
Asplenium castaneum är en svartbräkenväxtart som beskrevs av Diederich Franz Leonhard von Schlechtendal och Cham. Asplenium castaneum ingår i släktet Asplenium och familjen Aspleniaceae. Inga underarter finns listade.